# Sho Ito
Sho Ito (伊藤 翔, Itō Shō), né le 24 juillet 1988 à Kasugai dans la préfecture d'Aichi, au Japon, est un footballeur japonais qui évolue au poste d'avant-centre au Yokohama FC.

## Carrière
En juillet 2006, il effectue un essai avec le club d'Arsenal où il impressionne Arsène Wenger. Néanmoins, son permis de travail est refusé et il s'engage en janvier 2007 avec le club de Grenoble, propriété de la société japonaise de télécommunications Index Corporation.
En 2010, au terme de trois saisons peu convaincantes avec Grenoble et d'une relégation en Ligue 2, il s'engage avec le club japonais de Shimizu S-Pulse qui évolue en J. League.

## Clubs
- 2004–2006 :  Chukyo University Chukyo High School
- Janvier 2007–2010 :  Grenoble Foot
- 2010–2014 :  Shimizu S-Pulse
- 2014-2019 :  Yokohama F.Marinos
- 2019-2021 :  Kashima Antlers

## Palmarès
- Meilleur buteur de la Coupe de la Ligue japonaise en 2018 (8 buts)